# Mèxic als Jocs Paralímpics
Mèxic en els Jocs Paralímpics està representat pel Comitè Paralímpic Mexicà, realitzant el seu debut en els Jocs Paralímpics a Heidelberg 1972. Mèxic ha competit en totes les edicions dels Jocs Paralímpics d'Estiu i va fer el seu debut en els Jocs Paralímpics d'Hivern a Torí 2006.
Mèxic ha guanyat un total de 311 medalles paralímpiques, de les quals 104 són d'or, 92 de plata i 115 de bronze. Mèxic en el seu debut en els Jocs Paralímpics de Heidelberg 1972 no va obtenir cap medalla, però posteriorment en les següents edicions va obtenir un nombre molt considerable de medalles i va realitzar la seva millor actuació en els Jocs Paralímpics d'Arnhem 1980 acabant en el novè lloc del medaller general.
Entre els esportistes paralímpics mexicans més reeixits, l'atleta Juana Soto va guanyar entre 1988 i 1992 un total de catorze medalles, de les quals vuit van ser d'or. Una altra esportista multimedallista és la nedadora Doramitzi González que va obtenir entre 2000 i 2008 un total d'onze medalles, de les que cinc van ser d'or. Una esportista multimedallista més és Josefina Cornejo que va obtenir entre 1976 i 1980 un total de deu medalles, de les quals vuit van ser d'or.
Les delegacions mexicanes en els Jocs d'Hivern, per contra, han estat petites (un competidor en 2006 i dos en 2010), dels que cap no ha guanyat cap medalla.
La millor participació d'una delegació mexicana va ser en els Jocs Paralímpics d'Arnhem 1980 amb una collita de vint medalles d'or, setze de plata i sis de bronze per sumar un total de 42 medalles paralímpiques.

## Resultats als jocs paralímpics d'estiu
| Jocs                | Nombre d'atletes | Or  | Argent | Bronze | Total | Posició en el medaller |
| ------------------- | ---------------- | --- | ------ | ------ | ----- | ---------------------- |
| Heidelberg 1972     | 7                | 0   | 0      | 0      | 0     | 32                     |
| Toronto 1976        | 32               | 16  | 14     | 9      | 39    | 12                     |
| Arnhem 1980         | 28               | 20  | 16     | 6      | 42    | 9                      |
| Nova York 1984      | 54               | 6   | 14     | 17     | 37    | 25                     |
| Seül 1988           | 34               | 8   | 9      | 7      | 24    | 24                     |
| Barcelona 1992      | 19               | 0   | 1      | 10     | 11    | 46                     |
| Atlanta 1996        | 38               | 3   | 5      | 4      | 12    | 31                     |
| Sydney 2000         | 77               | 10  | 12     | 12     | 34    | 17                     |
| Atenes 2004         | 77               | 14  | 10     | 10     | 34    | 15                     |
| Pequín 2008         | 67               | 10  | 3      | 7      | 20    | 14                     |
| Londres 2012        | 81               | 6   | 4      | 11     | 21    | 23                     |
| Rio de Janeiro 2016 | 71               | 4   | 2      | 9      | 15    | 29                     |
| Tokio 2020          | 60               | 7   | 2      | 13     | 22    | 20                     |
| Total               | 514              | 104 | 92     | 115    | 311   | -                      |

## Resultats en els Jocs Paralímpics d'Hivern
| Jocs           | Nombre d'atletes | 1 Or | 2 Argent | 3 Bronze | Total | Posició en el medallero |
| -------------- | ---------------- | ---- | -------- | -------- | ----- | ----------------------- |
| Torí 2006      | 1                | 0    | 0        | 0        | 0     | 20                      |
| Vancouver 2010 | 2                | 0    | 0        | 0        | 0     | 22                      |